# Ištar-šumu-ereš
Ištar-šumu-ereš war assyrischer Gelehrter am Hof der Könige Aššur-aḫḫe-iddina und Aššur-bāni-apli. Er war Sohn des Nabû-zehr-lešir und stammte somit aus einer angesehenen Gelehrtenfamilie. Unter anderem bekleidete er die Ämter eines rab ṭupšarri (Chefschreiber) sowie des ummānu. Von ihm sind bisher 27 Schriftstücke in den Staatsarchiven von Ninive gefunden worden, in denen er Ergebnisse der Astrologie und Divination berichtet.